# آلسان مایت
آلسان مایت (انگلیسی: Alassane Meite؛ زادهٔ ۹ ژوئن ۲۰۰۰) بازیکن فوتبال است.
از باشگاه‌هایی که در آن بازی کرده‌است می‌توان به باشگاه فوتبال لستر سیتی اشاره کرد.